# .ua
.ua ist die länderspezifische Top-Level-Domain (ccTLD) der Ukraine. Sie wurde am 1. Dezember 1992 eingeführt. Für ihren operativen Betrieb ist das Unternehmen Hostmaster Ltd. mit Sitz in Kiew zuständig.

## Geschichte
Die Top-Level-Domain .ua ist direkter Nachfolger der sowjetischen Adresse .su, die weiterhin existiert. Inhaber einer .su-Domain mit Sitz in der Ukraine können ein besonderes Wechselrecht geltend machen. Im November 2013 wurde .ua um die kyrillische Variante .укр ergänzt, so dass internationalisierte Domainnamen nun vollständig unterstützt werden.

## Eigenschaften
Im Vergleich zu anderen ccTLDs kann eine .ua-Domain nur von Privatpersonen und Unternehmen bestellt werden, die Inhaber einer in der Ukraine gültigen Marke sind. Insgesamt darf eine .ua-Domain zwischen drei und 63 Zeichen lang sein, die Konnektierung benötigt bis zu einer Woche. Sonderzeichen im Punycode-Verfahren werden zwar grundsätzlich unterstützt, sind allerdings nicht bei jedem Domain-Registrar nutzbar.
Die Second-Level-Domain .com.ua ist der kommerziellen Nutzung durch Unternehmen oder Organisationen gewidmet und kann nach Bezahlung registriert werden.